# Hans von Volkmann
Pour les articles homonymes, voir Volkmann.
Hans Richard von Volkmann (né le 19 mai 1860 à Halle-sur-Saale, mort le 29 avril 1927 dans cette ville) est un peintre paysagiste allemand.

## Biographie
Il est le fils du chirurgien Richard von Volkmann. Celui-ci publie des contes de fées que son fils illustre. 
Il fait ses études à l'Académie des beaux-arts de Düsseldorf de 1880 à 1888 avec Hugo Crola, Heinrich Lauenstein, Peter Janssen, Eduard Gebhardt, auprès de Gustav Schönleber. Il revient à Halle et fait de nombreuses décorations de maisons et de bâtiments. Il devient vite célèbre pour ses peintures de paysage. Il fait des voyages en Hesse, Thuringe, Saxe, Souabe, Haute-Bavière, Mecklembourg et à la Riviera (1893).